# 구스노키촌 (아이치현)
구스노키촌(楠村)은 아이치현 니시카스가이군에 설치되었던 촌이다. 현재의 나고야시 기타구 북부에 해당한다.